# سينت لويس رامز

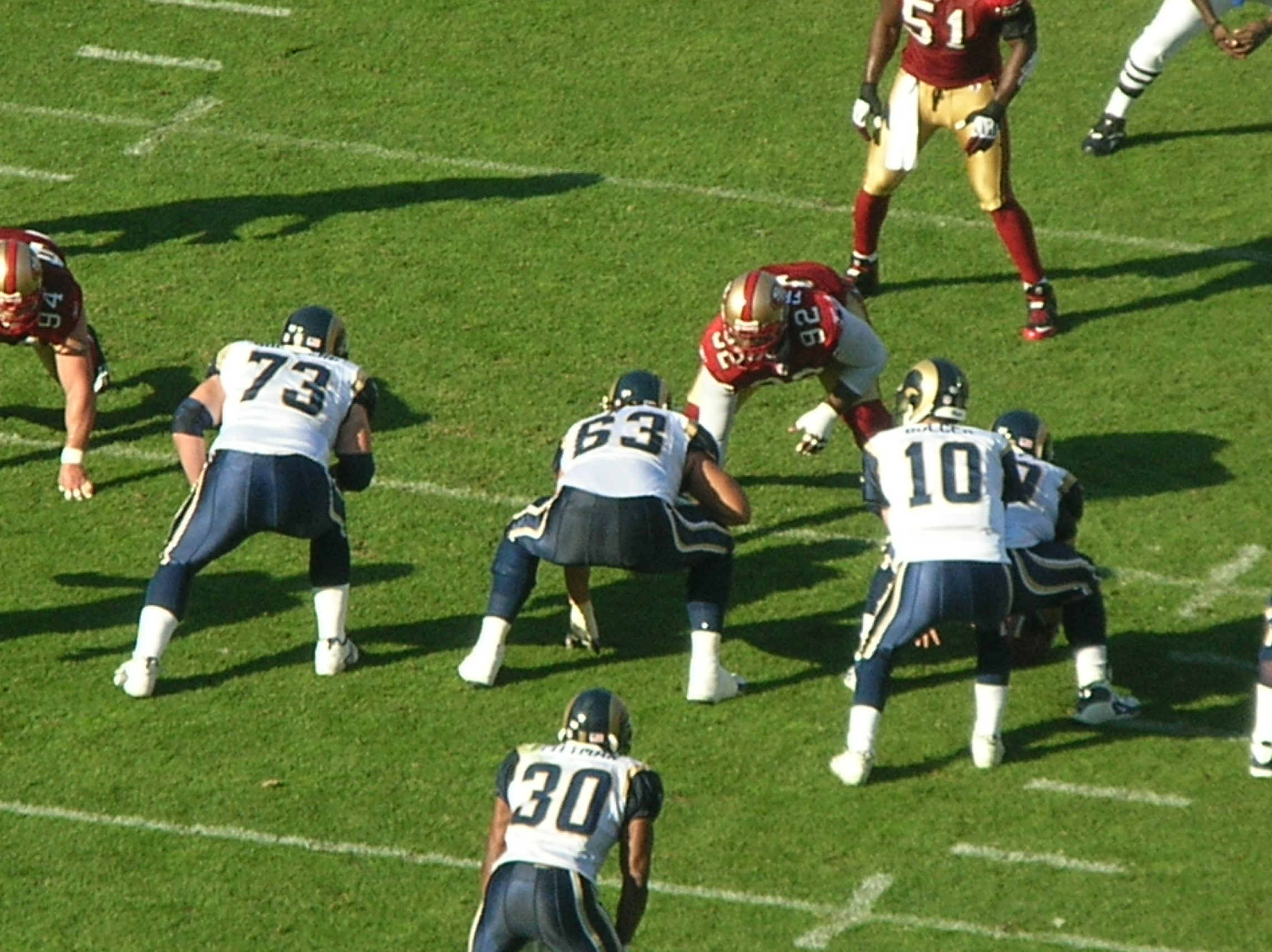
هجوم سينت لويس رامز خلال مباراة الذهاب ضد فريق سان فرانسيسكو 49

فريق سينت لويس رامز (بالأنجليزية: St. Louis Rams) هو فريق كرة قدم أمريكية محترف لعب في سانت لويس من عام 1995 حتى نهاية موسم 2015، قبل أن ينتقل من لوس أنجلوس، لعب الفريق من موسم 1946 إلى موسم 1994. وقد منح انتقال فريق رامز إلى سانت لويس فريقًا محترفًا لكرة القدم لأول مرة منذ نهاية موسم 1987. وكان هذا هو العام الأخير الذي لعب فيه فريق أريزونا كاردينالز هناك قبل الانتقال إلى تمبي في عام 1988. وقد كان هذا الأنتقال هو الثاني في الفريق، كان يسمى الفريق سابقًا كليفلاند، اوهايو، موطنه حتى عام 1946.

## أصول الفريق

### انتقال أريزونا كاردينال إلى ولاية أريزونا ويبدأون نهجًا جديدًا
لمدة 22 عامًا من اصل 28 عام، دعا سينت لويس كاردينالز ملعب بوش التذكاري بعد افتتاحه في عام 1966، بعد قضاء مواسمهم الستة الأولى في سانت لويس في سبورتسمانز بارك؛ شارك كلا الملعبين مع فريق البيسبول الذي يحمل نفس الاسم. 
 تسبب في تضاؤل الحضور. ونتيجة لذلك، قررت عائلة بيدويل، قادة الكاردينالز، نقل الفريق للمرة الثانية بعد نقل الامتياز من شيكاغو إلى سانت لويس في عام 1960. وشملت المدن التي ادرجتها بيدويلز وهي بالتيمور وفينيكس ونيويورك، وجاكسونفيل. ولكن كان مشجعو الكاردينالز غير سعداء بخسارة فريقهم، ولم يلعب بيل بيدويل العديد من المبايرات عام 1987 خوفًا على سلامته، وقد كانت المباراة الأخيرة للكاردينالز على أرضهم في سانت لويس في 13 ديسمبر 1987، حيث فازوا 27-24 على نيويورك جاينتس أمام 29623 مشجعًا بعد ظهر يوم الأحد.

## نتائج الموسم

### المفاتيح
- تسرد أعمدة المركز والفوز والخسارة نتائج الموسم العادية وتستبعد أي مباراة لعبت بعد انتهاء الموسم.

| أبطال دوري كرة القدم الأمريكية (1920-1969) | أبطال سوبر بول (من 1970 إلى الأن) | أبطال المؤتمر | أبطال التقسيم | وايلد كارد | مباراة واحدة فاصلة |

### الموسم
| الموسم                                                              | الدوري                                                              | الموسم العادي                                                       | الموسم العادي  | الموسم العادي  | نتائج التصنيف | الجوائز                                                           |
| الموسم                                                              | الدوري                                                              | المركز                                                              | فوز            | خسارة          | نتائج التصنيف | الجوائز                                                           |
| سينت لويس رامز                                                      | سينت لويس رامز                                                      | سينت لويس رامز                                                      | سينت لويس رامز | سينت لويس رامز | سينت لويس رامز | سينت لويس رامز                                                    |
| ------------------------------------------------------------------- | ------------------------------------------------------------------- | ------------------------------------------------------------------- | -------------- | -------------- | --- | ----------------------------------------------------------------- |
| 1995                                                                | NFL                                                                 | الثالث                                                              | 7              | 9              | |                                                                   |
| 1996                                                                | NFL                                                                 | الثالث                                                              | 6              | 10             | |                                                                   |
| 1997                                                                | NFL                                                                 | الخامس                                                              | 5              | 11             | |                                                                   |
| 1998                                                                | NFL                                                                 | الخامس                                                              | 4              | 12             | |                                                                   |
| 1999                                                                | NFL                                                                 | الأول                                                               | 13             | 3              | فاز في التصفيات على مستوى الأقسام ( الفايكنج ) من 49 إلى 37 فاز بطولة المؤتمرات ( القراصنة ) 11-6 فاز في سوبر بول XXXIV ضد الجبابرة 23-16 | ديك فيرميل (COY) كورت وارنر (MVP) / ( SB MVP ) مارشال فولك (OPOY) |
| 2000                                                                | NFL                                                                 | الثاني                                                              | 10             | 6              | فقدت وايلد كاردز تصفيات التصفيات NFL 28-31                                                                                                | مارشال فولك (MVP) / (OPOY)                                        |
| 2001                                                                | NFL                                                                 | الأول                                                               | 14             | 2              | فاز في التصفيات على مستوى الأقسام ( باكرز ) 45-17 وفاز في بطولة المؤتمرات ( النسور ) 29-24 خسارة سوبر بول XXXVI (ضد باتريوتس ) 17-20      | كيرت وارنر (MVP) مارشال فولك (OPOY)                               |
| 2002                                                                | NFL                                                                 | الثاني                                                              | 7              | 9              | |                                                                   |
| 2003                                                                | NFL                                                                 | الأول                                                               | 12             | 4              | تصفيات الفرق الضائعة ( الفهود ) 23-29 (2OT)                                                                                               |                                                                   |
| 2004                                                                | NFL                                                                 | الثاني                                                              | 8              | 8              | فاز في تصفيات وايلد كارد (في سي هوكس ) 27-20 خسر تصفيات الفرق (في فالكونز ) 17-47                                                         |                                                                   |
| 2005                                                                | NFL                                                                 | الثاني                                                              | 6              | 10             | |                                                                   |
| 2006                                                                | NFL                                                                 | الثاني                                                              | 8              | 8              | |                                                                   |
| 2007                                                                | NFL                                                                 | الرابع                                                              | 3              | 13             | |                                                                   |
| 2008                                                                | NFL                                                                 | الرابع                                                              | 2              | 14             | |                                                                   |
| 2009                                                                | NFL                                                                 | الرابع                                                              | 1              | 15             | |                                                                   |
| 2010                                                                | NFL                                                                 | الثاني                                                              | 7              | 9              | | سام برادفورد ( OROY )                                             |
| 2011                                                                | NFL                                                                 | الرابع                                                              | 2              | 14             | |                                                                   |
| 2012                                                                | NFL                                                                 | الثالث                                                              | 7              | 8              | |                                                                   |
| 2013                                                                | NFL                                                                 | الرابع                                                              | 7              | 9              | |                                                                   |
| 2014                                                                | NFL                                                                 | الرابع                                                              | 6              | 10             | | آرون دونالد ( DROY )                                              |
| 2015                                                                | NFL                                                                 | الثالث                                                              | 7              | 9              | | تود جورلي ( OROY )                                                |
| الألقاب القاب التقسيم 3 القاب المؤتمر 2 الفوز ببطولة سوبر بول XXXLV | الألقاب القاب التقسيم 3 القاب المؤتمر 2 الفوز ببطولة سوبر بول XXXLV | الألقاب القاب التقسيم 3 القاب المؤتمر 2 الفوز ببطولة سوبر بول XXXLV |                | 193            | ( الموسم العادي ) | ( الموسم العادي )                                                 |
| الألقاب القاب التقسيم 3 القاب المؤتمر 2 الفوز ببطولة سوبر بول XXXLV | الألقاب القاب التقسيم 3 القاب المؤتمر 2 الفوز ببطولة سوبر بول XXXLV | الألقاب القاب التقسيم 3 القاب المؤتمر 2 الفوز ببطولة سوبر بول XXXLV |                | 4              | ( التصفيات ) | ( التصفيات )                                                      |
| الألقاب القاب التقسيم 3 القاب المؤتمر 2 الفوز ببطولة سوبر بول XXXLV | الألقاب القاب التقسيم 3 القاب المؤتمر 2 الفوز ببطولة سوبر بول XXXLV | الألقاب القاب التقسيم 3 القاب المؤتمر 2 الفوز ببطولة سوبر بول XXXLV |                | 197            | ( الموسم العادي والتصفيات ) | ( الموسم العادي والتصفيات )                                       |

- لعب سينت لويس رامز ما مجموعه 336 مباراة موسم عادي و 10 مباريات فاصلة (346 مباراة)

## وصلات خارجية
- stlouisrams.com (ارشيف 2013)